# 釜山アジアド主競技場
釜山アジアド主競技場（朝: 부산아시아드주경기장, Busan Asiad Main Stadium）は、韓国の釜山広域市にある釜山総合運動場に位置している多目的スタジアムである。

## 概要
2002年のアジア大会とFIFAワールドカップの開催のために建設された。高さ56.4mの特徴的な大屋根に座席が覆われている。
ワールドカップ本大会では、ホストスタジアムとしてグループラウンド3試合が行われた。
最大収容人数は約80,000人、座席数は53,926席で、2015年までKリーグの釜山アイパークの本拠地としても使われていた。
サッカー開催時には2008年より東側、北側スタンドの陸上トラックの上に可変スタンドを置くようになっている。
コンサートの開催も稀であり、アジアソングフェスティバル、2022年にはBTSフリーライブが行われた。

## 2002 FIFAワールドカップ
| 日時       | チーム#1   | 結果 | チーム#2         | ラウンド |
| ---------- | ---------- | ---- | ---------------- | -------- |
| 2002-06-02 | パラグアイ | 2-2  | 南アフリカ共和国 | Group B  |
| 2002-06-04 | 韓国       | 2-0  | ポーランド       | Group D  |
| 2002-06-06 | フランス   | 0-0  | ウルグアイ       | Group A  |

## アクセス
- 釜山都市鉄道3号線・総合運動場駅下車、西へ600m。
- 西面より、市内バス54番または83-1番で釜山医療院下車すぐ。